# Onyx Jr.
O Onyx Junior (abreviado como Onyx Jr) é um clone de videojogo, da segunda geração, produzida pela empresa Microdigital Eletrônica e lançado em dezembro de 1984, competindo diretamente com o Atari da Atari, Inc./Polyvox, com o Philips Odyssey da Philips, com o Intellivision da Mattel/Sharp e, com o Splice Vision da Splice.
Foi anunciado em 1984. Foi lançado somente no Brasil em 2 de Dezembro de 1984. O Onyx Junior é o primeiro clone da Atari a ter oficialmente um pause.
O clone possui compatibilidade com todos os cartuchos da linha Atari. Pela incorporação de pause, o Onyx Jr, faz com que seja possível pausar as jogatinas.
O Onyx Junior nunca chegou a ser um grande sucesso de vendas.

## História
Inicialmente, a ideia seria fazer um "clone" do Colecovision, batizado de "Onyx". Todavia, como o custo de produção para este projeto revelou-se alto e dada a inexistência de um mercado consolidado para jogos desta consola, a Microdigital decidiu-se por produzir um compatível com o Atari 2600, cujos clones já possuíam uma ampla base instalada no país. Todavia, talvez justamente pela saturação do mercado, numa época em que as vendas dos clones do Atari começavam a declinar em todo mundo graças ao surgimento de computadores domésticos mais sofisticados e que também podiam ser usados para jogar, o Onyx Jr nunca chegou a ser um grande sucesso de vendas.

## Especificações técnicas
- Teclado: 7 interruptores (possibilidade de incluir módulo de expansão para Atari 2600)
- Expansão:
  - 1 slot para cartuchos (parte superior da consola)
- Portas:
  - 1 saída para TV (modulador RF, canal 3)
  - 2 conectores para joystick padrão Atari 2600